# Lista de freguesias da Área Metropolitana de Lisboa
Esta é uma lista de freguesias da subregião da Área Metropolitana de Lisboa, ordenadas alfabeticamente dentro de cada município e por população dos anos de 2011 e 2021, através dos censos.
A sub-região da Área Metropolitana de Lisboa pertence à região com o mesmo nome, que registou, através dos censos de 2021, uma população de 2.871.133 habitantes, dividido entre 18 municípios e em 118 freguesias.

## Freguesias por município
A Área Metropolitana de Lisboa é uma sub-região dividido entre 18 municípios, sendo o município de Lisboa com o maior número de fregesias da subregião, tendo 24 freguesias, e os munícipos de Sesimbra e Alcochete com o menor número de fregesias da sub-região, ambas com 3 freguesias.
| Município                    | Número de Freguesias |
| ---------------------------- | -------------------- |
| Alcochete                    | 3                    |
| Almada                       | 5                    |
| Amadora                      | 6                    |
| Barreiro                     | 4                    |
| Cascais                      | 4                    |
| Lisboa                       | 24                   |
| Loures                       | 10                   |
| Mafra                        | 11                   |
| Moita                        | 4                    |
| Montijo                      | 5                    |
| Odivelas                     | 4                    |
| Oeiras                       | 5                    |
| Palmela                      | 4                    |
| Seixal                       | 4                    |
| Sesimbra                     | 3                    |
| Setúbal                      | 5                    |
| Sintra                       | 11                   |
| Vila Franca de Xira          | 6                    |
| Área Metropolitana de Lisboa | 118                  |

## Lista de freguesias
Esta é uma lista de todas as 118 freguesias da sub-região da Área Metropolitana de Lisboa.
| Freguesia                                                        | Município           | População | População |
| Freguesia                                                        | Município           | 2011      | 2021      |
| ---------------------------------------------------------------- | ------------------- | --------- | --------- |
| Alcochete                                                        | Alcochete           | 12.239    | 13.229    |
| Samouco                                                          | Alcochete           | 3.143     | 3.345     |
| São Francisco                                                    | Alcochete           | 2.187     | 2.571     |
| Almada, Cova da Piedade, Pragal e Cacilhas                       | Almada              | 49.661    | 48.615    |
| Caparica e Trafaria                                              | Almada              | 26.150    | 25.350    |
| Charneca de Caparica e Sobreda                                   | Almada              | 44.929    | 48.744    |
| Costa de Caparica                                                | Almada              | 13.418    | 13.972    |
| Laranjeiro e Feijó                                               | Almada              | 39.872    | 39.587    |
| Águas Livres                                                     | Amadora             | 37.612    | 37.426    |
| Alfragide                                                        | Amadora             | 16.840    | 17.044    |
| Encosta do Sol                                                   | Amadora             | 27.115    | 28.261    |
| Falagueira-Venda Nova                                            | Amadora             | 20.792    | 23.186    |
| Mina de Água                                                     | Amadora             | 42.965    | 43.927    |
| Venteira                                                         | Amadora             | 26.176    | 25.292    |
| Alto do Seixalinho, Santo André e Verderena                      | Barreiro            | 41.760    | 41.302    |
| Barreiro e Lavradio                                              | Barreiro            | 21.877    | 21.817    |
| Palhais e Coina                                                  | Barreiro            | 3.591     | 3.642     |
| Santo António da Charneca                                        | Barreiro            | 11.536    | 11.598    |
| Alcabideche                                                      | Cascais             | 42.162    | 44.102    |
| Carcavelos e Parede                                              | Cascais             | 45.007    | 46.535    |
| Cascais e Estoril                                                | Cascais             | 61.808    | 64.310    |
| São Domingos de Rana                                             | Cascais             | 57.502    | 59.187    |
| Ajuda                                                            | Lisboa              | 15.617    | 14.313    |
| Alcântara                                                        | Lisboa              | 13.943    | 13.852    |
| Alvalade                                                         | Lisboa              | 31.813    | 33.313    |
| Areeiro                                                          | Lisboa              | 20.131    | 21.167    |
| Arroios                                                          | Lisboa              | 31.653    | 33.307    |
| Avenidas Novas                                                   | Lisboa              | 21.625    | 23.261    |
| Beato                                                            | Lisboa              | 12.737    | 12.185    |
| Belém                                                            | Lisboa              | 16.528    | 16.549    |
| Benfica                                                          | Lisboa              | 36.985    | 35.367    |
| Campo de Ourique                                                 | Lisboa              | 22.120    | 22.146    |
| Campolide                                                        | Lisboa              | 15.460    | 14.794    |
| Carnide                                                          | Lisboa              | 19.218    | 18.029    |
| Estrela                                                          | Lisboa              | 20.128    | 20.308    |
| Lumiar                                                           | Lisboa              | 45.605    | 46.338    |
| Marvila                                                          | Lisboa              | 37.793    | 35.482    |
| Misericórdia                                                     | Lisboa              | 13.044    | 9.660     |
| Olivais                                                          | Lisboa              | 33.788    | 32.184    |
| Parque das Nações                                                | Lisboa              | 21.025    | 22.382    |
| Penha de França                                                  | Lisboa              | 27.967    | 28.485    |
| Santa Clara                                                      | Lisboa              | 22.480    | 23.650    |
| Santa Maria Maior                                                | Lisboa              | 12.822    | 10.052    |
| Santo António                                                    | Lisboa              | 11.836    | 11.062    |
| São Domingos de Benfica                                          | Lisboa              | 33.043    | 34.081    |
| São Vicente                                                      | Lisboa              | 15.339    | 13.956    |
| Bucelas                                                          | Loures              | 4.663     | 4.804     |
| Camarate, Unhos e Apelação                                       | Loures              | 34.943    | 33.517    |
| Fanhões                                                          | Loures              | 2.801     | 2.639     |
| Loures                                                           | Loures              | 26.769    | 30.258    |
| Lousa                                                            | Loures              | 3.169     | 3.216     |
| Moscavide e Portela                                              | Loures              | 21.891    | 20.926    |
| Sacavém e Prior Velho                                            | Loures              | 24.822    | 24.681    |
| Santa Iria de Azoia, São João da Talha e Bobadela                | Loures              | 44.331    | 44.461    |
| Santo Antão e São Julião do Tojal                                | Loures              | 8.053     | 8.607     |
| Santo António dos Cavaleiros e Frielas                           | Loures              | 28.052    | 28.523    |
| Azueira e Sobral da Abelheira                                    | Mafra               | 4.316     | 4.434     |
| Carvoeira                                                        | Mafra               | 2.155     | 2.848     |
| Encarnação                                                       | Mafra               | 4.798     | 4.918     |
| Enxara do Bispo, Gradil e Vila Franca do Rosário                 | Mafra               | 3.837     | 3.979     |
| Ericeira                                                         | Mafra               | 10.260    | 12.359    |
| Igreja Nova e Cheleiros                                          | Mafra               | 4.384     | 4.695     |
| Mafra                                                            | Mafra               | 17.986    | 20.783    |
| Malveira e São Miguel de Alcainça                                | Mafra               | 8.257     | 9.648     |
| Milharado                                                        | Mafra               | 7.023     | 7.645     |
| Santo Isidoro                                                    | Mafra               | 3.814     | 4.396     |
| Venda do Pinheiro e Santo Estêvão das Galés                      | Mafra               | 9.855     | 10.816    |
| Alhos Vedros                                                     | Moita               | 15.050    | 16.148    |
| Baixa da Banheira e Vale da Amoreira                             | Moita               | 30.949    | 30.094    |
| Gaio-Rosário e Sarilhos Pequenos                                 | Moita               | 2.377     | 2.292     |
| Moita                                                            | Moita               | 17.653    | 17.728    |
| Atalaia e Alto Estanqueiro-Jardia                                | Montijo             | 5.085     | 5.379     |
| Canha                                                            | Montijo             | 1.689     | 1.566     |
| Montijo e Afonsoeiro                                             | Montijo             | 37.111    | 41.411    |
| Pegões                                                           | Montijo             | 3.913     | 4.090     |
| Sarilhos Grandes                                                 | Montijo             | 3.424     | 3.243     |
| Odivelas                                                         | Odivelas            | 59.546    | 59.604    |
| Pontinha e Famões                                                | Odivelas            | 34.143    | 35.114    |
| Póvoa de Santo Adrião e Olival Basto                             | Odivelas            | 18.872    | 18.872    |
| Ramada e Caneças                                                 | Odivelas            | 32.581    | 34.534    |
| Algés, Linda-a-Velha e Cruz Quebrada/Dafundo                     | Oeiras              | 48.665    | 48.030    |
| Barcarena                                                        | Oeiras              | 13.861    | 14.451    |
| Carnaxide e Queijas                                              | Oeiras              | 36.288    | 36.087    |
| Oeiras e São Julião da Barra, Paço de Arcos e Caxias             | Oeiras              | 58.149    | 58.099    |
| Porto Salvo                                                      | Oeiras              | 15.157    | 15.100    |
| Palmela                                                          | Palmela             | 17.481    | 18.791    |
| Pinhal Novo                                                      | Palmela             | 25.000    | 26.991    |
| Poceirão e Marateca                                              | Palmela             | 8.485     | 8.811     |
| Quinta do Anjo                                                   | Palmela             | 11.865    | 14.263    |
| Amora                                                            | Seixal              | 48.629    | 49.352    |
| Corroios                                                         | Seixal              | 47.661    | 50.812    |
| Fernão Ferro                                                     | Seixal              | 17.059    | 20.754    |
| Seixal, Arrentela e Aldeia de Paio Pires                         | Seixal              | 44.920    | 45.607    |
| Castelo                                                          | Sesimbra            | 19.053    | 20.218    |
| Quinta do Conde                                                  | Sesimbra            | 25.606    | 28.092    |
| Santiago                                                         | Sesimbra            | 4.851     | 4.084     |
| Azeitão                                                          | Setúbal             | 18.877    | 20.955    |
| Gâmbia - Pontes - Alto da Guerra                                 | Setúbal             | 5.885     | 6.810     |
| Sado                                                             | Setúbal             | 5.783     | 5.358     |
| Setúbal                                                          | Setúbal             | 38.098    | 37.762    |
| São Sebastião                                                    | Setúbal             | 52.542    | 52.634    |
| Agualva e Mira-Sintra                                            | Sintra              | 41.104    | 41.315    |
| Algueirão-Mem Martins                                            | Sintra              | 66.250    | 68.656    |
| Almargem do Bispo, Pero Pinheiro e Montelavar                    | Sintra              | 16.788    | 17.275    |
| Cacém e São Marcos                                               | Sintra              | 38.701    | 39.768    |
| Casal de Cambra                                                  | Sintra              | 12.701    | 13.344    |
| Colares                                                          | Sintra              | 7.628     | 7.771     |
| Massamá e Monte Abraão                                           | Sintra              | 48.921    | 47.857    |
| Queluz e Belas                                                   | Sintra              | 52.335    | 52.472    |
| Rio de Mouro                                                     | Sintra              | 47.311    | 49.492    |
| Santa Maria e São Miguel, São Martinho e São Pedro de Penaferrim | Sintra              | 29.591    | 29.974    |
| São João das Lampas e Terrugem                                   | Sintra              | 16.505    | 18.030    |
| Alhandra, São João dos Montes e Calhandriz                       | Vila Franca de Xira | 12.866    | 12.645    |
| Alverca do Ribatejo e Sobralinho                                 | Vila Franca de Xira | 36.120    | 36.470    |
| Castanheira do Ribatejo e Cachoeiras                             | Vila Franca de Xira | 8.266     | 7.955     |
| Póvoa de Santa Iria e Forte da Casa                              | Vila Franca de Xira | 40.404    | 40.872    |
| Vialonga                                                         | Vila Franca de Xira | 21.033    | 21.262    |
| Vila Franca de Xira                                              | Vila Franca de Xira | 18.197    | 18.336    |

1. ↑  INE (2021). «População da Área Metropolitana de Lisboa»
2. ↑  Diário da República, Reorganização administrativa do território das freguesias, Lei n.º 11-A/2013, de 28 de janeiro, Anexo I. Acedido a 19 de julho de 2013.
3. ↑  Diário da República, Reorganização administrativa do território das freguesias, Lei n.º 11-A/2013, de 28 de janeiro, Anexo I. Acedido a 19 de julho de 2013.
4. ↑  Diário da República, Reorganização administrativa do território das freguesias, Lei n.º 11-A/2013, de 28 de janeiro, Anexo I. Acedido a 19 de julho de 2013.